# Хардгейнер
Хардгейнер (англ. hard — важко, gain — збільшувати) — термін, що позначає спортсменів-любителів, які займаються культуризмом, але не досягають відчутних результатів у нарощуванні м'язів, очевидно, через генетичну несхильність до цього виду спорту. Методом з'ясування належності особи до хардгейнерів часто слугує оцінка антропометричних даних (зріст, вага, співвідношення довжини тулуба і ніг, ширина плечей, окружність зап'ястка і шиї), морфологія м'язових волокон (співвідношення швидких і повільних волокон), швидкість метаболізму. Хоча надійність такого оцінювання невисока. Емпіричний спосіб — оцінка досягнутого результату внаслідок довготривалих тренувань (якщо результат відсутній чи майже невиражений, то вважають, що особа належить до хардгейнерів). 

## Фізіологічне підґрунтя хардгейнерів
З погляду фізіологічної адаптації, в найзагальніших рисах можна виділити дві категорії людей — ті, чий організм здатен пристосовуватися до нових стимулів, і ті, організм яких чинить супротив, запобігаючи адаптації до нового (з тих чи інших причин). Ця фізіологічна властивість людей виявляється в різних сферах діяльності; найбільше її досліджено в медицині, де пацієнти у відповідь на лікування можуть виявляти взаємно протилежні адаптаційні реакції – показувати терапевтичний результат або ж демонструвати його відсутність. В науковій англомовній літературі послуговуються термінами ‘responder’ і ‘non-responder’, що відповідно означає ‘той, хто піддається лікуванню‘ і ‘той, хто не піддається лікуванню‘. 
Термін ‘non-responder’ фіксується також і в дослідженнях зі спортивної фізіології, де ним позначають людей, які не реагують на тренування у вигляді того чи іншого результату. В спортивному дискурсі на рівні публіцистики чи в побутовому мовленні замість терміна ‘non-responder’ вживають слово ‘hardgainer‘, яке запозичено і в українську мову.

## Хардгейнери у спорті
Згідно з даними окремих широкомасштабних досліджень, кожен четвертий житель планети не показує результатів у відповідь на ті чи інші види фізичних навантажень. Інакше кажучи, можна припустити, що кожен четвертий відвідувач тренажерного залу є хардгейнером. 
Існує чимало наукових досліджень, у яких звернено увагу на категорію піддослідних атлетів, які не виявляють адаптації у відповідь на фізичні навантаження, тобто не демонструють бажаних спортивних результатів. Як правило, йдеться про спортсменів, які займаються видами спорту на витривалість (біг на довгі дистанції, велоперегони, веслування тощо), а об’єктом для науковців стають аеробні властивості м’язів спортсменів. Є також достатньо підстав вважати, що відсутність бажаних реакцій на фізичні стимули пов'язані саме з індивідуальними фізіологічними особливостями людей.
Утім, наукових розвідок, спрямованих на сферу бодибілдингу та інших силових видів спорту, де термін ‘хардгейнер‘ виник і набув поширення, існує обмаль. Інакше кажучи, наука поки що не дуже активно займається питаннями, які б достовірно пояснювали, чому одні індивідууми здатні легко адаптуватися до силових вправ у вигляді м’язової гіпертрофії чи високого зростання силових показників у важкій атлетиці, пауерліфтингу тощо, а інші – не виявляють такої здатності. Водночас існують розвідки, які вказують на те, що хардгейнер — це той, кому властива генетично зумовлена низька кількість клітин-сателітів у м'язах, роль яких у процесі збільшення кількості міофібрил (отже, гіпертрофії м'язів) вважається суттєвою. В інших дослідженнях виявлено інакші фізіологічні причини, що стримують ріст м'язів у відповідь на фізичні стимули. Серед них — поява виражених запальних процесів у м'язових волокнах під дією інтенсивних фізичних вправ, внаслідок чого процеси синтезу м'язової тканини пригнічуються, а не посилюються. На цій підставі окремі методисти з бодибілдингу пропонують системи тренувань для хардгейнерів, що спрямовані на запобігання негативної дії фізичних навантажень. В їхній основі — індивідуальне регулювання обсягу та інтенсивності навантажень, що загалом характеризуються меншими показниками порівняно із загальноприйнятими в бодибілдингу. З іншого боку, серед методистів існує також критика поняття 'хардгейнер', що базується на тому, що атлет неправильно підходить до тренувального процесу, через що й не демонструє результативності.